# Дирлав, Ричард
Сэр Ричард Биллинг Дирлав KCMG ОБЕ (родился 23 января 1945 года) — офицер британской разведки в отставке. С 1999 года по 6 мая 2004 года возглавлял Британскую секретную разведывательную службу (МИ-6), должность, неофициально известная как «С». Был главой МИ-6 во время вторжения в Ирак. Подвергся критике со стороны Иракского расследования за предоставление непроверенной информации об оружии массового поражения премьер-министру Тони Блэру.
Является председателем Попечительского совета Лондонского университета. С 2004 по 2015 год магистром Пембрук-колледжа в Кембридже.

## Взгляды
В интервью изданию Politico в марте 2024 года заявил, что Великобритания находится в состоянии серой войны с Россией.